# Балчишки дворец
Архитектурно-парковият комплекс „Дворецът“ се намира на около 2 км югозападно от центъра на град Балчик, област Добрич.
Представлява комплекс вили и други постройки, разположени на брега на Черно море. След възвръщането на Южна Добруджа през 1940 дворецът попада в границите на България и е разположен на площ от 194 дка. Комплексът се превръща в една от главните забележителности на Северното Черноморие и е включен в Стоте национални туристически обекта.

## История
През Междусъюзническата война Румъния нарушава подписания от нея само няколко месеца по-рано Петербургски протокол и напада в гръб България. На 28 юни 1913 г. добруджанската ѝ армия се възползва от отсъствието на каквито и да е български войски срещу нея и необезпокоявана окупира българските държавни територии североизточно от линията Тутракан-Балчик. Кралицата на Румъния Мария Единбургска бързо харесва новозавладяната земя с мекия ѝ климат, топлата морска вода и живописните балчишки скали. Причините и изборът на място за построяването на новата ѝ резиденцията обаче са предопределени като политически – маркиране на окупираната територия като румънска и то в най-южната ѝ възможна точка.
В началото на 20 век местността на югозапад от гр. Балчик е известна под името „Трите воденици“ и държавна гора Кулак. В румънските регистри след окупацията са записани документи за собственост на хора с български имена, издадени от Министерство на земеделието и държавните имоти. Има свидетелства за „безплатно прехвърляне на земи“ , други документи датирани към 1935 г. удостоверяват, че по действащия тогава закон за земеделската реформа в Румънското кралство, същата година кралицата получава документи за собственост на терена и сградите и е допълнено, че „цената на имота и съответстващите такси към продажбата му са изцяло платени“. Площта, собственост на монархията, постепенно е увеличавана. Към 1937 г. владенията се простират вече върху 209,8 дка, а към 1938 година площта им още се увеличава и достига 244,8 дка .
Вилният ансамбъл в лятната резиденция на румънската кралица е по проект на италианските архитекти Америго и Аугустино, като строителството се извършва от 1924 до 1934 г. В годините на окупацията в Балчик купуват места много румънски аристократи и интелектуалци, сред които и известната художничка Чичилия Куцеску-Сторк. Те често са канени в кралската резиденция, което превръща Двореца в културно средище. На 7 септември 1940 г. цар Борис III с международна подкрепа успява да сключи Крайовската спогодба и да върне Балчик и цяла Южна Добруджа на България. През 1948 г. с междудържавно споразумение между Румъния и България обектът е преотстъпен за стопанисване на българската страна. С Разпореждане № 1650/30 август 1961 г. Министерският съвет на НРБ одобрява закупуването на недвижими имоти, собственост на Румъния, намиращи се на територията на Народна република България, сред които е и бившият дворец в Балчик. През 1970 г. е подписана Спогодба между Народна република България и Социалистическа република Румъния за прехвърляне на собствеността на някои недвижими имоти, между които целия терен и всички сгради на бившия дворец в Балчик. Днес дворецът е добре запазен и постоянно реставриран, а след 80-те години е превърнат в забележителен туристически център. От страна на различни националистически интелектуалци и общественици са изказвани опасения, че така дворецът се превръща в пропагандна витрина на румънската окупация на Южна Добруджа, налагайки впечатлението, че Добруджа била „изконна румънска“ земя, оправдавайки по този начин териториални претенции срещу България.

## Архитектура
Дворецът е групова културна ценност от национално значение – паметник на архитектурно-строителното и парково изкуство. Всичките 46 сгради, 170 архитектурни, археологически и исторически паркови елементи и недвижими и движими паметници на културата са под управлението на Държавен културен институт „Културен център „Двореца“, второстепенен разпоредител на бюджетни средства към Министерство на културата. Най-важната природна даденост на Двореца е изобилната и кристално чиста вода на изворите „Бял кладенец“ и „Чатал чешма“. Тя е протичала през малка долина и е задвижвала воденичните колела на мелниците в местността. В архитектурата на двореца се преплитат старобългарски, готически, ориенталски, мавритански елементи. Комплексът включва още спомагателните постройки и редица вили . Пътят към двореца се спуска между два реда каменни стени и спира пред главния вход на караулното на часовоите. В двора е изграден параклисът „Стела Марис“. Други популярни забележителности са „Божествената градина“, градина „Английски двор“, „Градината с кръстовидното водно огледало“, „Гетсиманската градина“, „Мостикът на двореца и гаражите за яхти“, юзината и „Мостът на въздишките“, „Алеята на виното“, „Алеята на вековете“, „Висящите тераси“, гробът на кралица Мария и други.

## Галерия
- Храмът на водата
- Божествената градина